# A Moment Like This
«A Moment Like This» — дебютный сингл американской Келли Кларксон, изданный в виде двойного сингла с песней «Before Your Love» после победы певицы в первом сезоне шоу American Idol. Песня была создана для победителя шоу, и сингл планировался к выходу сразу после определения победителя, поэтому другие финалисты также исполнили и записали эту песню. Когда осталось два финалиста перед объявлением победителя Джастин Гуарини исполнил «A Moment Like This», а Келли Кларксон — «Before Your Love». После того, как результаты зрительского голосования были озвучены, Кларксон исполнила «A Moment Like This» уже как победительница шоу.
Сингл «A Moment Like This/Before Your Love» получил статус золотого 18 октября 2002 года. В 2009 году было продано уже более миллиона его копий.
В 2006 году кавер-версия «A Moment Like This» стала первым синглом британской исполнительницы Леоны Льюис, победительницы 3 сезона британского музыкального конкурса The X Factor.

## Видеоклип
Видеоклип «A Moment Like This» включает в себя выступление Кларксон на сцене заброшенного театра и нарезку её выступлений в American Idol.

## Список композиций
| №  | Название             | Длительность |
| -- | -------------------- | ------------ |
| 1. | «Before Your Love»   |              |
| 2. | «A Moment Like This» |              |

## Позиции в чартах
Сингл возглавлял чарт Billboard Hot 100 в течение двух недель. Также он побил рекорд The Beatles, прыгнув с 52 места чарта на 1 (это связано с появлением и учётом в чарте продаж через скачивание сингла в интернете). Через 5 лет Келли Кларксон побила собственный рекорд с песней «My Life Would Suck Without You», которая поднялась на 1 место с 97й позиции.
| Чарт (2002)                        | Лучший результат |
| ---------------------------------- | ---------------- |
| Canadian Singles Chart             | 1                |
| США (Billboard Hot 100)            | 1                |
| США (Billboard Adult Contemporary) | 4                |
| США (Billboard Hot Country Songs)  | 58               |

## Версия Леоны Льюис
В декабре 2006 года песня была исполнена Леоной Льюис в финале 3 сезона британского музыкального конкурса The X Factor. Льюис стала победительницей шоу, а сингл вышел в продажу 20 декабря 2006 года.
В январе 2007 года «A Moment Like This» вошёл в список претендентов на премию BRIT Awards в номинации Лучший британский сингл. В мае 2007 он стал лауреатом премии Ivor Novello Awards за самый продаваемый британский сингл.

### Список композиций
- CD сингл

| №  | Название                             | Длительность |
| -- | ------------------------------------ | ------------ |
| 1. | «A Moment Like This»                 | 4:17         |
| 2. | «Summertime»                         | 2:27         |
| 3. | «Sorry Seems to Be the Hardest Word» | 2:52         |

### Видеоклип
Как и клип Келли Кларксон, видео Леоны Льюис «A Moment like This» очень простое — в нём показана нарезка фрагментов выступлений певицы во время участия в The X Factor и прослушивания во время отбора на шоу. Режиссёром клипа стал JT.

### Продажи
«A Moment like This» была скачана 50.000 раз за 30 минут с момента начала продаж в интернете В итоге песня стала вторым самым продаваемым синглом в Великобритании года. В январе 2007 года сингл получил статус платинового в Великобритании.

### Хронология релиза
| Страна         | Дата             | Лейбл | Формат           | Каталог     |
| -------------- | ---------------- | ----- | ---------------- | ----------- |
| Великобритания | 17 декабря, 2006 | Syco  | Digital download | -           |
| Великобритания | 20 декабря, 2006 | Syco  | CD               | 88697050872 |

### Позиции в чартах
| Чарт (2006)                     | Лучший результат |
| ------------------------------- | ---------------- |
| Eurochart Hot 100 Singles       | 3                |
| Ирландия (IRMA)                 | 1                |
| Великобритания (OCC UK Singles) | 1                |

Келли Кларксон
Леона Льюис